# Bata (giày)
Bata Shoes (tiếng Séc: Baťa hay Baťovy závody) là một công ty giày tư nhân lớn ở Bermuda nhưng hiện tại trụ sở chính được đặt tại Lausanne, Thụy Sĩ, điều hành ba đơn vị kinh doanh toàn cầu – Bata Metro Markets, Bata Emerging Markets and Bata Branded Business. Bata có các cửa hàng bán lẻ có mặt trên hơn 50 quốc gia và dây chuyền sản xuất tại 26 nước. Trong lịch sử công ty đã bán ra hơn 14 tỷ đôi giày.